# Emidio Greco
Emidio Greco (* 20. Oktober 1938 in Leporano; † 22. Dezember 2012 in Rom) war ein italienischer Filmregisseur und Drehbuchautor.

## Leben
Greco übersiedelte in den 1950er Jahren nach Turin und erlangte 1966 das Regiediplom am Centro Sperimentale di Cinematografia in Rom. Dem in Chile gedrehten Dokumentarfilm Venceremos y vencimos folgten zahlreiche Arbeiten für die RAI, zu deren kulturellen und dokumentarischen Programmen er beitrug. 1974 drehte er seinen ersten Spielfilm: Nach dem Roman von Bioy Casares entstand der ungewöhnliche und faszinierende Film L'invenzione di Morel. Nach der Karen-Blixen-Verfilmung Ehrengard und dem für das Fernsehen entstandenen Un caso d'incoscienza folgte der durch die Darstellung Gian Maria Volontès in der Hauptrolle herausragende Ein einfacher Fall, der mit dem Nastro d’Argento und dem Goldenen Löwen ausgezeichnet wurde. Seine danach entstandenen Werke, wie immer nach eigenem Drehbuch gedreht, konnten dann die an ihn gerichteten Erwartungen nicht mehr erfüllen, bis 2011 sein Notizie degli scavi nochmal einen „Globo d'oro“ erhielt.

## Filmografie (Auswahl)
- 1974: L'invenzione di Morel
- 1982: Ehrengard
- 1984: Una caso d'incoscienza
- 1991: Ein einfacher Fall (Una storia semplice)
- 1999: Milonga
- 2002: Il consiglio d'Egitto
- 2007: L'uomo privato
- 2011: Notizie degli scavi